# 볼린 (도시)

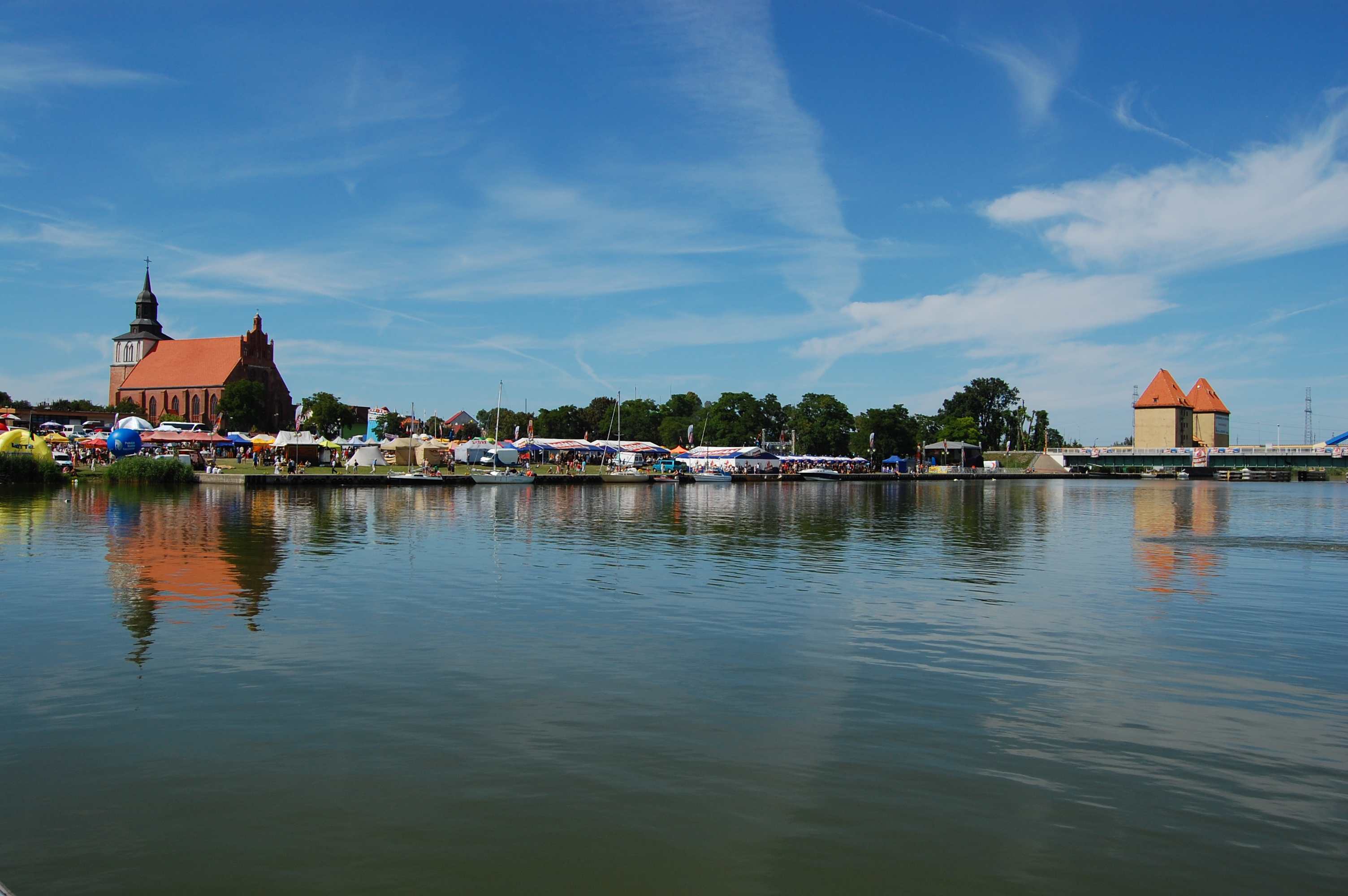
볼린

볼린(폴란드어: Wolin, 독일어: Wollin 볼린[*])은 폴란드 북서부 서포모제주에 위치한 도시로 면적은 14.41km2, 인구는 4,878명(2006년 기준), 인구 밀도는 340명/km2이다. 발트해 연안 볼린섬에 위치하며 지브나 해협의 가장자리와 접한다.

시기
시 문장

## 역사
9세기에 바이킹 용병 집단인 욤스비킹의 거점으로 여겨지면서 요새가 설립되었으며 967년에 미에슈코 1세 공작에 정복되면서 폴란드의 지배를 받았다. 1140년에는 교황 인노첸시오 2세에 의해 포메라니아 감독 교구가 설치되면서 기독교가 전파되었다.
12세기부터 신성 로마 제국의 지배를 받았으며 중세 시대에는 뤼베크법에 따라 도시 지위를 부여받았다. 30년 전쟁 이후에는 스웨덴의 지배를 받았지만 1720년 스톡홀름에서 체결된 평화 조약에 따라 프로이센의 지배를 받게 된다. 1945년 제2차 세계 대전의 종전과 함께 폴란드에 편입되면서 독일계 주민들이 추방되었고 폴란드계 주민들이 유입되었다.